# Храм гусарів

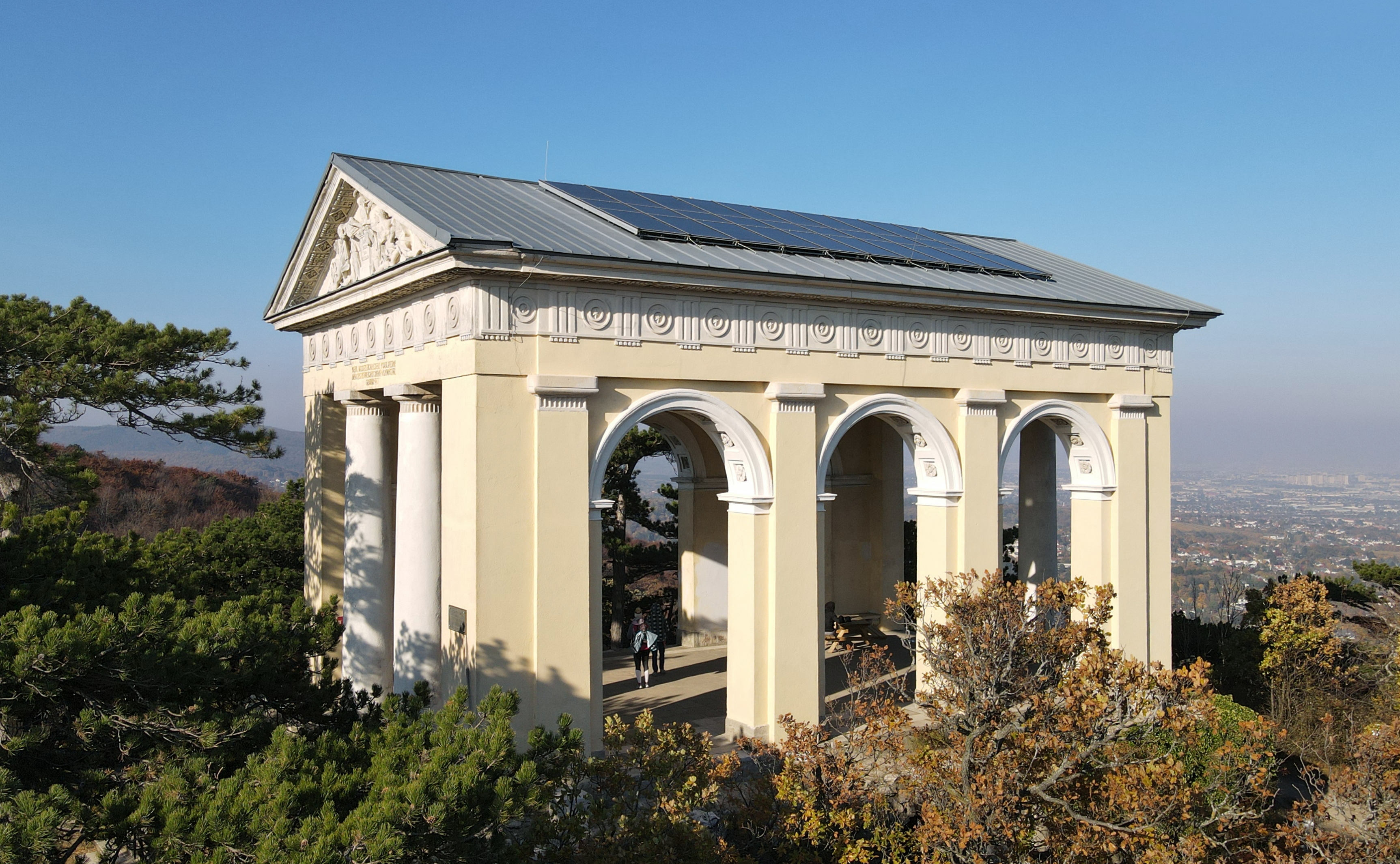
Храм гусарів

Храм гусарів (нім. Husarentempel) — споруда в стилі класицизм у природному парку Ференберге, на вершині гори Клайнер-Аннінгер (Kleiner Anninger, 496 м). Попри назву, не є релігійним об'єктом: слово «храм» характеризує радше архітектурну форму.

## Історія
Першу, дерев'яну будівлю на цьому місці звів на замовлення князя Йоганна I фон Ліхтенштейна архітектор Йозеф Хардтмут у 1809-1811 роках, але вже 1812 року її повністю зруйнувала буря.
Кам'яну споруду під назвою «Храм військової слави» (Tempel des Kriegsruhms), що збереглася донині, побудував 1813 року Йозеф Корнхойзель. Храм присвячено загиблим в Асперн-Есслінзькій битві. Всередині поховано п'ятьох солдатів, які брали в ній участь. За могилами, як і раніше, доглядають представники міста Медлінг.

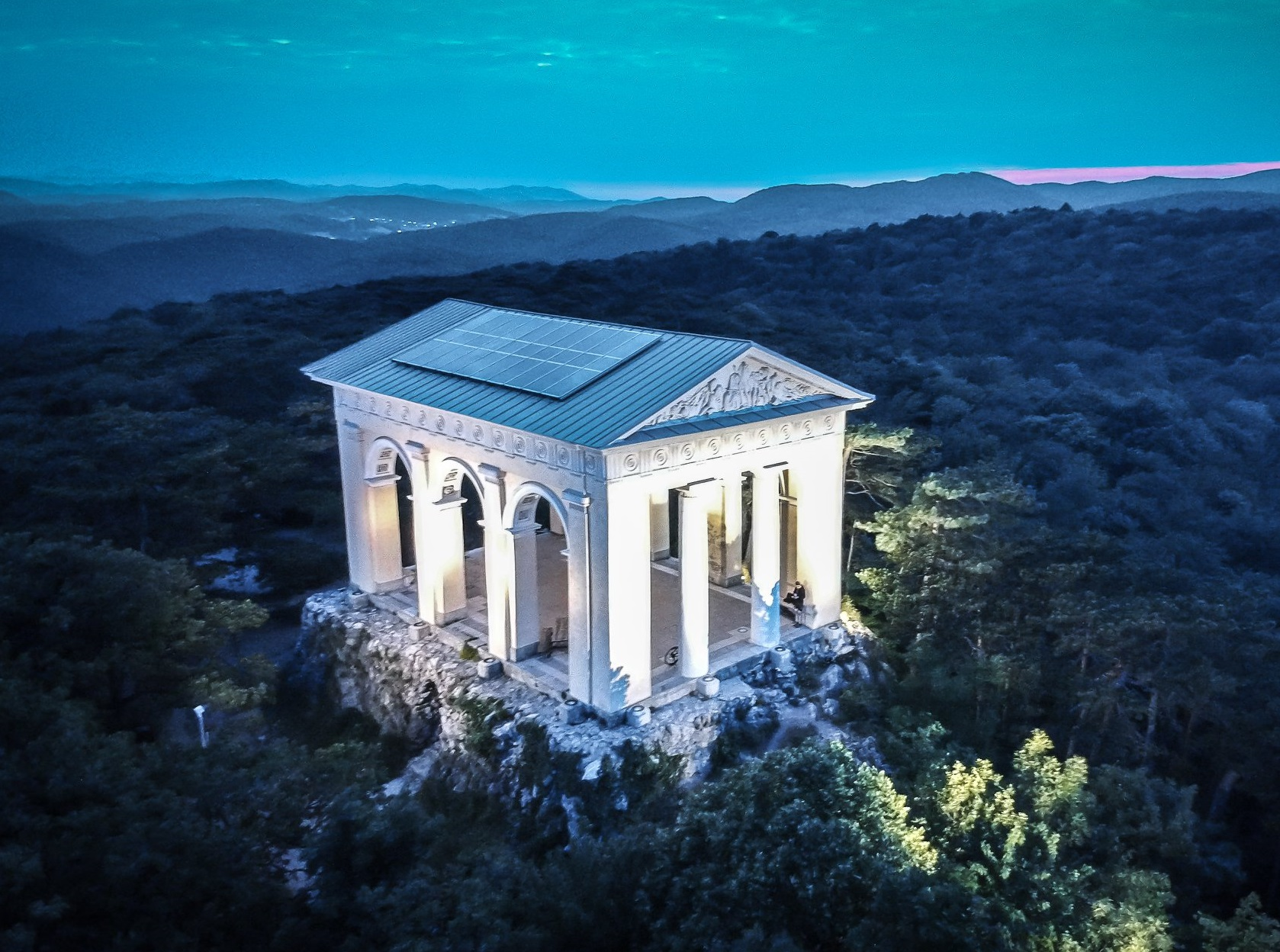
Нічне освітлення

У 1999 році силами Медлінга проведено реновацію храму. Оскільки завдяки високому розташуванню його видно зі значної частини Віденського басейну, в рамках реновації компанія Wien Energie також установила нічне освітлення, яке використовує сонячну енергію.